# لينا نيلسون
لينا نيلسون (بالسويدية: Lina Nilsson)‏ (و. 1987  م) هي لاعبة كرة قدم، من السويد، ولدت في يستاد، شاركت في ألعاب أولمبية صيفية 2012، تلعب كمُدَافِعَة.

## روابط خارجية
- لينا نيلسون على موقع الاتحاد الدولي (مؤرشف)  (الإنجليزية)
- لينا نيلسون على موقع الاتحاد الأوربي (الإنجليزية)
- لينا نيلسون على موقع اتحاد السويد (السويدية)
- لينا نيلسون على موقع قاعدة بيانات كرة القدم.إي يو (الإنجليزية)
- لينا نيلسون على موقع Soccerway.com (الإنجليزية)
- لينا نيلسون على موقع أوليمبيديا (الإنجليزية)
- لينا نيلسون على موقع اللجنة الأولمبية السويدية (السويدية)